# Craniophora paragrapha
Craniophora paragrapha là một loài bướm đêm trong họ Noctuidae.